# کارلو بوچیروسو
کارلو بوچیروسو (انگلیسی: Carlo Buccirosso؛ زادهٔ ۷ ژوئیهٔ ۱۹۵۴) بازیگر، کارگردان نمایش، نمایشنامه‌نویس اهل ایتالیا است. وی از سال ۱۹۷۶ میلادی تاکنون مشغول فعالیت بوده‌است.
از فیلم‌ها یا برنامه‌های تلویزیونی که وی در آن نقش داشته‌است، می‌توان به ایل دیوو، زیبایی بزرگ و آموری و مالاویتا اشاره کرد.